# Justino se va de farra
Justino se va de farra es el título de un cortometraje español, dirigido por La Cuadrilla (bajo el alias de "Los Bolingones") y estrenado en 1998. Fue rodado íntegramente en Madrid.

## Sinopsis
Justino sale de juerga. El alcohol, un portero, un camarero y la puerta giratoria de un bar, consiguen doblar su integridad.

## Descripción
Rodado el 27 de junio de 1994 por el equipo de Justino, un asesino de la tercera edad. 
- Soporte original = 35 mm. Blanco y negro
- Formato de proyección = 16/9
- Negativo en: Filmoteca Española

## Formatos editados
- DVD, como contenido extra del largometraje: Justino, un asesino de la tercera edad (Suevia 2005.)

- Datos: Q5956902